# أمين حسين
أمين حسين ناشط فلسطيني أمريكي وأستاذ جامعي، عمل أستاذاً مساعداً في جامعة نيويورك، قبل أن يتم تعليق عمله في يناير 2024 بسبب مواقفه السياسية المتعلقة بالصراع الفلسطيني الإسرائيلي.

## مسيرته التعليمية
حصل حسين على درجة البكالوريوس في الفلسفة والعلوم السياسية من جامعة فالبارايسو عام 1998، ودكتوراه في القانون من كلية الحقوق بجامعة إنديانا عام 2001، ودرجة الماجستير في القانون. ماجستير من كلية الحقوق بجامعة كولومبيا عام 2004.

## مسيرته المهنية
بدأ حسين التدريس في جامعة نيويورك كأستاذ مساعد بدوام جزئي في عام 2016، وتركزت أبحاثه على قضايا مثل المقاومة والتحرر، ونظريات ما بعد الاستعمار. قبل التحاقه بجامعة نيويورك، قام بالتدريس في مدرسة ذا نيو سكول حتى عام 2019.
في يناير 2024، أُعلن عن إيقاف حسين عن العمل كأستاذ مساعد في جامعة نيويورك عقب مشاركته في مظاهرة نظمتها مجموعة طلاب من أجل العدالة في فلسطين، حيث أثار الجدل بسبب إنكاره للعنف الجنسي والعنف القائم على النوع الاجتماعي في هجوم 7 أكتوبر على إسرائيل ووصفه لنيويورك بأنها مدينة صهيونية في مظاهرة.

## نشاطه السياسي والثقافي
هو عضو مؤسس في فصيل الفخامة العالمية؛ وعضو مؤسس ورئيس تحرير مجلة Tidal: Occupy Theory, Occupy Strategy ؛ وعضو مؤسس في مجموعة MTL؛ وعضو مؤسس في حركة تضامن مدينة نيويورك مع فلسطين.
هو من مؤيدي حركة طلاب مدينة نيويورك من أجل العدالة في فلسطين، كما أنه من المؤيدين النشطين لحركة المقاطعة وفرض العقوبات وسحب الاستثمارات وفرض الاستثمارات ( BDS )، مع التركيز على المقاطعة الثقافية والأكاديمية لإسرائيل.
اعتبارًا من عام 2017، كان المنظم الرئيسي لحركة Decolonize This Place ، التي تأسست منظمتها على خمس قضايا رئيسية: تحرير فلسطين، والنضال الأصلي، وتحرير السود، والعمال ذوي الأجور العالمية، وإزالة التلوث.
كان أيضًا أحد المؤسسين المشاركين لمجموعة MTL+.
في عامي 2018 و2019، قاد حسين عبر حركة Decolonize سلسلة احتجاجات الأسبوعية في متحف ويتني في نيويورك، والذي أطلق عليه اسم "تسعة أسابيع من الفن والعمل" للاحتجاج على منصب وارن كاندرز كنائب رئيس مجلس إدارة ويتني. في نهاية الاحتجاج في 17 مايو 2019، توجه المتظاهرون إلى منزل كاندرز.

## الإنتاج الفني
أخرج حسين وأنتج فيلماً وثائقيًا بعنوان على هذه الأرض، يتناول قضايا تتعلق بالأراضي الفلسطينية.